# گراچقا (همدان)
گراچقا (همدان)، روستایی از توابع بخش مرکزی شهرستان همدان در استان همدان ایران است.
روستای گراچقا در پنج کیلومتری شمال شهر همدان واقع است و دارای 2546 نفر سکنه می باشد. مهمترین فعالیت اقتصادی این روستا در صنعت چوب است که دارای کارگاه های چوب زیاد و متنوعی می باشد.
این روستا دارای پیشینه تاریخی چند صد ساله است.بنابر شواهد ابتدا این روستا در کنار رودخانه برپا شده بود که به مرور مردم با کوچ بسمت قسمت فعلی که به اتوبان همدان-تهران نزدیک می باشد روستای جدید را بنا کردنند و از بافت قدیمی جز خرابه های باقی نمانده است.
وجه تسمیه این روستا مشخص نیست ولی ممکن است از کلمات ترکی قره (سیاه) و چوقا (لباس بالا پوش چوپان)گرفته شده باشد. گراچقا در فرهنگ پهلوي به معناي مغاك , دخمه , سوراخ جانوران و يا به طور كلي دخمه گوران است .
از موارد دیگر معنایی ذکر شده  برای معنای این روستا میتوان معنای تپه ای برای گرا و یا محلی بصورت تپه در نظر گرفت. ( چقا یا چغا در زبان محلی بمعنای تپه است.) وجودیت تپه ای موسوم به تپه درازه ( ایجاد شده بصورت دستی) یا تپه ای باستانی بنام تپه عشقعلی که اتراقگاه کاروانیان نزدیکی دروازه همدان بودکه آنان شبانه اتراق میکردندتاصبح که دروازه رابازکنندتابتوانندواردهمدان بشوند.

## جمعیت
این روستا در دهستان هگمتانه قرار دارد و براساس سرشماری مرکز آمار ایران در سال ۱۳۹۵، جمعیت آن ۲۲۹۹ نفر (۷۲۵خانوار) بوده‌است.